# Musulmani cretesi
I musulmani cretesi (in greco μουσουλμάνοι της Κρήτης?; in turco Giritli Müslümanlar) costituiscono una comunità di religione musulmana stanziata a Creta fino al 1923. I cretesi musulmani sono di etnia greca, discendenti di quelle comunità cretesi convertitesi all'Islam a partire dal XVI secolo.
Nel corso del periodo ottomano, gli alti tassi di conversione della popolazione isolana all'Islam furono paragonabili a quelli in Bosnia, Albania, Macedonia, e Bulgaria. La comunità cretese musulmana mantenne il greco cretese come lingua madre. La locale popolazione cristiana li definiva "turchi cretesi". Malgrado la comunità fosse di madrelingua greca, la lingua di prestigio tra le classi alte fu il turco ottomano. La lingua greca fu però riservata per esprimere la tipica tradizione popolare di sensibilità bektashi.
Le violenze settarie nel XIX secolo portarono la maggior parte dei musulmani ad abbandonare Creta, specialmente nel quadro della guerra greco-turca del 1897 e in seguito dell'unione dell'isola alla Grecia nel 1908. Le ultime comunità musulmane a Creta furono espulse in seguito alla guerra greco-turca del 1919-1922 e allo scambio di popolazioni tra Grecia e Turchia stabilito dal Trattato di Losanna del 1923.
I discendenti della comunità sono sparsi in Turchia (in particolare a Smirne, Bodrum, Adana, Mersin e ad Ayvalik; la gran parte della popolazione di Ayvalık e delle isole vicine è di origine cretese musulmana), Dodecaneso, Egitto (ad Alessandria d'Egitto e a Tanta), Libia, Libano (a Tripoli) e Siria (ad al-Hamidiyya). Nel corso della guerra civile siriana, vi sono stati casi di arrivi a Creta di membri della comunità residenti in Siria.

## Storia
Creta fu conquistata dall'Impero ottomano nel corso del XVII secolo. Alla conquista non fu associato un influsso nell'isola di popolazioni dall'Anatolia e tra buona parte della locale popolazione cretese si diffuse progressivamente l'Islam.
Alla fine del XVIII secolo, il 30% dei cretesi era di religione islamica. La popolazione musulmana cretese cominciò ad emigrare verso il Medio Oriente a partire dal XIX secolo, e nel 1881, i musulmani erano scesi al 26% della popolazione, ed erano concentrati soprattutto nelle città della costa settentrionale e nella regione di Monofatsi.
| Anno              | 1821 | 1832 | 1858 | 1881 | 1900 | 1910 | 1920 | 1928 |
| ----------------- | ---- | ---- | ---- | ---- | ---- | ---- | ---- | ---- |
| Musulmani a Creta | 47%  | 43%  | 22%  | 26%  | 11%  | 8%   | 7%   | 0%   |

Tra il 1821 e il 1828, nel corso della guerra d'indipendenza greca, l'isola testimoniò crescenti ostilità settarie, che portarono molti musulmani a rifugiarsi nelle città settentrionali. Il sultano Mahmud II, colto impreparato, chiese al suo vassallo e rivale Mehmet Ali di intervenire; quest'ultimo mandò truppe nell'isola. A partire dal 1832, l'isola fu amministrata per due decenni da Giritli Mustafa Naili Pascià, il cui governo cercò di favorire una collaborazione tra i proprietari terrieri musulmani e i commercianti cristiani. Nel 1834, un comitato cretese fu stabilito ad Atene con l'incarico di facilitare l'unione di Creta alla Grecia. Nel 1840, i britannici costrinsero le autorità egiziane a riconsegnare l'isola al controllo diretto ottomano.

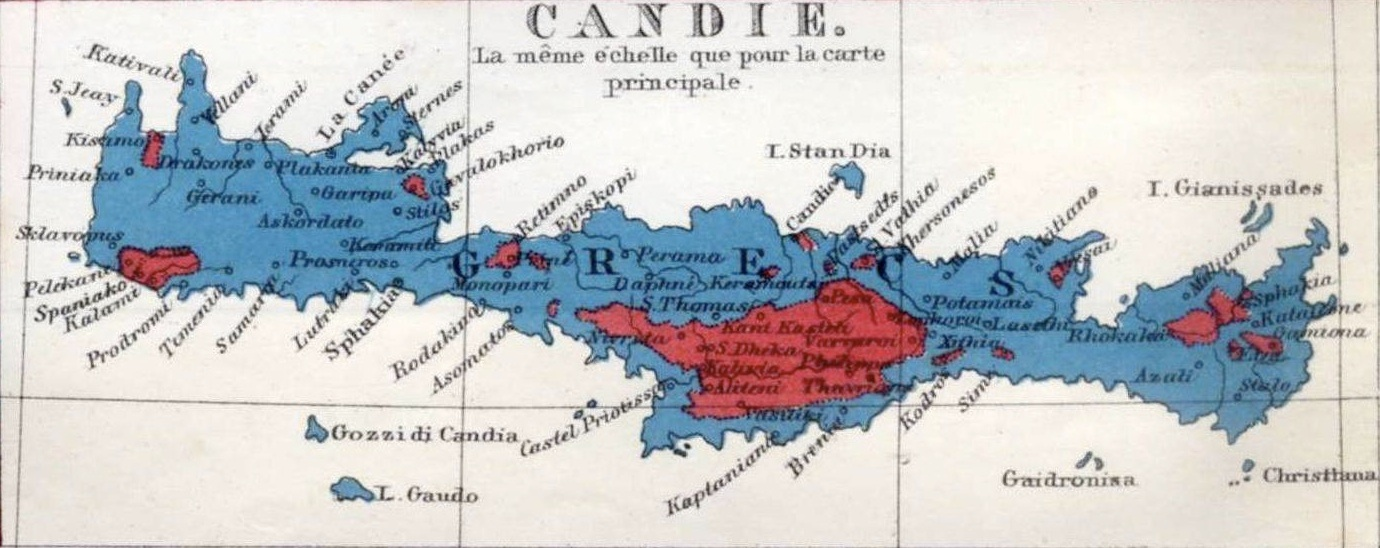
Mappa etnoreligiosa di Creta del 1861. I musulmani cretesi sono indicati in rosso, i cretesi cristiani in blu

Tensioni settarie e rivolte della comunità cristiana scoppiarono nel corso dei decenni seguenti (in particolare nel 1866 e nel 1897). Il gran visir ottomano, Mehmed Alì Pascià, dopo aver ristabilito il controllo sull'isola, progettò un sistema che ampliasse la rappresentatività dei cristiani isolani nell'amministrazione locale.
Creta divenne uno stato parlamentare semi-indipendente all'interno dell'Impero Ottomano. Governatori cristiani amministrarono l'isola negli anni 1880, presiedendo un parlamento in cui liberali e conservatori si contendevano il potere. Le controversie tra questi portarono a un'ulteriore insurrezione nel 1889 e al crollo degli accordi del Patto di Halepa. Le potenze occidentali permisero alle autorità ottomane di inviare truppe sull'isola per ristabilire l'ordine, ma il sultano Abdul Hamid II colse l'occasione per applicare nell'isola la legge marziale. Questa azione favorì la simpatia internazionale per la causa dei cristiani cretesi. Un'insurrezione scoppiata nel 1897 portò alla guerra greco-turca del 1897. In seguito ad un violento scontro tra i musulmani e i cristiani cretesi, i britannici costrinsero gli ottomani ad abbandonare l'isola; le ultime forze ottomane furono evacuate il 6 novembre 1898. Lo stesso anno fu stabilito lo Stato cretese, sebbene ancora sottoposto alla sovranità formale del sultano ottomano.
Nel corso di questi eventi, la comunità musulmana si rifugiò nelle città costiere e abbandonò in massa l'isola, in seguito all'unione di Creta con la Grecia. Le ultime comunità furono costrette ad abbandonare Creta nell'ambito dello scambio di popolazioni tra Grecia e Turchia.